# 哈斯區
哈斯區是阿爾巴尼亞的36个旧区之一，这些区份在2000年7月全部撤销，并由新成立的12个州份取代。该区面积为374平方公里，人口数量为19,842人（2001年）。该区位于阿尔巴尼亚東北角，区府为克鲁马。该区的范围为现今的庫克斯州哈斯市镇。